# Friedrich Golling
Friedrich Golling (11 de novembre de 1883 – 11 d'octubre de 1974) va ser un tirador austríac que va competir a començaments del segle xx.
El 1912 va prendre part en els Jocs Olímpics d'Estocolm, on disputà tres proves del programa d'esgrima. Guanyà la medalla de plata en la prova de sabre per equips, mentre en la de floret i sabre individual quedà eliminat en sèries.